# 阿蓬戈區
13°59′43″S 73°55′54″W / 13.9954°S 73.9317°W
阿蓬戈區（西班牙語：Distrito de Apongo），是秘魯的一個區，位於該國中南部阿亞庫喬大區的維克托法哈多省，始建於1936年5月13日，面積171.6平方公里，海拔高度3,068米，2005年人口630，人口密度每平方公里3.7人。